# 自動車整備士国家試験
自動車整備士国家試験（じどうしゃせいびしこっかしけん）とは、自動車整備士の国家資格を取得するための技能検定試験である。

## 概要
- 試験は国土交通省自動車交通局監修のもと、道路運送車両法第55条に基づいて行われ、試験に合格した者は国土交通大臣より合格証書の交付を受ける。
- 自動車事故防止など、自動車の安全確保と整備従事者の技術向上を目的とし、道路運送車両法の自動車整備士技能検定規則[1]として制定された。

- 一級自動車整備士試験については昭和26年の制定以来、実施要綱などが定まらず長きに亘り棚上げされ、実施されていなかった。最初に行われたのは制定から実に半世紀以上も経過した平成14年度である。そのため、二級既得者の高齢化で一級受験に消極的である事や、整備主任者や自動車検査員の資格要件が二級で満たす事など、一級と二級で法令をもって行える業務に差がないことから、必要性に乏しく、また取得メリットが少ないなどの理由で、自動車メーカー直結の販売店など対外的要素を重視する場合や、資格取得に積極性がある会社に勤務する者を除き受験を回避する傾向にある。また現在までの試験実施は小型のみで一級大型自動車整備士ならびに一級二輪自動車整備士の試験は実施されていない。
- 平成15年11月30日（日）に行われた一級小型自動車整備士技能検定の筆記試験の問題が、トヨタ自動車の自動車整備士技能検定専門委員から事前にトヨタ系列ディーラーに配られた練習問題に記載され、漏洩している事が発覚した。国土交通省は、この試験に受験したトヨタ及びトヨタ関連会社に所属する全員（3291名）の受験を取り消し、トヨタ自動車の検定専門委員を解任、トヨタ自動車に対し警告文書を交付した。トヨタ自動車に対し、国土交通省が行政処分などを行わず、警告措置で済ませたことに対し日本共産党などが、国家試験の根底を覆す異常な事態だなどとし異議を唱えた。

- 自動車整備士の種類の詳細についてはこちらを参照。

## 受験資格
一定の受験資格を満たさなければならない、詳細は下記のとおりである。

### 一級小型自動車整備士
実務のみの経験者
- 二級（二輪自動車、自動車シャシを除く）合格後3年以上の実務年数を有する者

機械学科の修了者等
- 一種養成施設修了者 - 二級（二輪自動車、自動車シャシを除く）合格後一級自動車整備士養成課程修了

### 二級ガソリン自動車、ジーゼル自動車、二輪自動車整備士
実務のみの経験者
- 中学校卒業者、高等学校卒業者、大学卒業者 - 三級合格後3年以上の実務年数を有する者

資格取得者
- 職業訓練指導員試験合格者
  - 自動車整備科修了で当該試験又は検定に合格後2年以上の実務年数を有する者
- 技能者養成指導員検定合格者
  - 内燃自動車工修了で当該試験又は検定に合格後2年以上の実務年数を有する者
- 四級海技士(機関)(乙種一等機関士を含む)又はこれより上級の資格の海技従事者、航空機関士、一等航空整備士等で三級合格後2年以上の実務年数有する者

機械学科の修了者等
- 大学又は高等専門学校卒業者で機械工学科、精密機械学科、建設機械科、農業機械科、機械電気科、航空学科、航空機原動機科、造船学科修了で三級合格後1年6月以上の実務年数、自動車科、自動車整備科修了は三級合格後2年以上の実務年数
- 一種養成施設修了者で二級自動車整備士養成課程修了、認定大学卒業者で二級自動車整備士養成課程修了
- 高等学校又は中等教育学校卒業者（各種学校を除く）で機械工学科、精密機械学科、建設機械科、農業機械科、機械電気科、電子機械科、航空学科、航空機原動機科、造船学科、自動車科、自動車整備科修了で三級合格後2年以上の実務年数を有する者
- 一種養成施設修了者で三級自動車整備士養成課程修了で三級合格後2年以上の実務年数を有する者
- 認定学校卒業者で三級合格後2年以上の実務年数を有する者

職訓修了者
- 2年以上、2800時間以上の旧公共職業訓練校（高等職業訓練校の第1類）で自動車整備科、自動車科修了の三級合格後1年以上の実務年数を有する者
- 2年以上、2800時間以上の職業訓練校普通訓練課程の第1類で自動車整備科、自動車科修了の三級合格後1年以上の実務年数を有する者
- 2年以上、2800時間以上の職業訓練短期大学校の修了者で自動車整備科、自動車科修了の三級合格後1年以上の実務年数
- 旧総合職業訓練所で自動車整備工修了で三級合格後1年以上の実務年数を有する者
- 職業能力開発総合大学校の産業機械工学科修了
- 1年以上、1400時間以上又は6カ月以上、800時間以上の旧公共職業訓練校修了者で自動車整備科、自動車整備工、内燃機械整備工修了の三級合格後2年以上の実務年数を有する者
- 1年以上、1400時間以上又は6カ月以上、800時間以上の職業訓練校の修了者（自動車整備工、自動車整備工、内燃機械整備工修了）に限るで三級合格後2年以上の実務年数を有する者

### 二級自動車シャシ整備士
実務のみの経験者
- 中学校卒業者、高等学校卒業者、大学卒業者 - 三級合格後2年以上の実務年数を有する者

資格取得者
- 職業訓練指導員試験合格者で自動車整備科修了の当該試験又は検定に合格後2年以上の実務年数を有する者
- 技能者養成指導員検定合格者で内燃自動車工修了の当該試験又は検定に合格後2年以上の実務年数を有する者

機械学科の修了者等
- 大学又は高等専門学校卒業者で機械工学科、精密機械学科、建設機械科、農業機械科、機械電気科、航空学科、航空機原動機科、造船学科修了の三級、タイヤ又は車体合格後1年以上の実務年数を有する者
- 大学又は高等専門学校卒業者で自動車科、自動車整備科修了の三級、タイヤ又は車体合格後1年6月以上の実務年数を有する者
- 一種養成施設修了者で二級自動車整備士養成課程修了者
- 認定大学卒業者で二級自動車整備士養成課程修了者
- 高等学校又は中等教育学校卒業者（各種学校を除く）で機械工学科、精密機械学科、建設機械科、農業機械科、機械電気科、航空学科、航空機原動機科、造船学科、自動車科、自動車整備科修了の三級、タイヤ又は車体合格後1年6月以上の実務年数を有する者
- 一種養成施設修了者で三級自動車整備士養成課程修了の三級、タイヤ又は車体合格後1年6月以上の実務年数を有する者
- 認定学校卒業者で三級、タイヤ又は車体合格後1年6月以上の実務年数を有する者

職訓修了者
- 2年以上、2800時間以上の旧公共職業訓練校（高等職業訓練校の第1類）で自動車整備科、自動車科修了の三級、タイヤ又は車体合格後1年以上の実務年数を有する者
- 2年以上、2800時間以上の職業訓練校普通訓練課程の第1類で自動車整備科、自動車科修了の三級、タイヤ又は車体合格後1年以上の実務年数を有する者
- 2年以上、2800時間以上の職業訓練短期大学校の修了者で自動車整備科、自動車科修了の三級、タイヤ又は車体合格後1年以上の実務年数を有する者
- 旧総合職業訓練所修了者で自動車整備工修了の三級、タイヤ又は車体合格後1年以上の実務年数を有する者
- 職業能力開発総合大学校修了者で産業機械工学科修了
- 1年以上、1400時間以上又は6カ月以上、800時間以上の旧公共職業訓練校修了者で自動車整備科、自動車整備工、内燃機械整備工修了の三級、タイヤ又は車体合格後1年6月以上の実務年数を有する者
- 1年以上、1400時間以上又は6カ月以上、800時間以上の職業訓練校の修了者（自動車整備科、自動車整備工、内燃機械整備工）に限るで三級、タイヤ又は車体合格後1年6月以上の実務年数を有する者

### 三級自動車ガソリンエンジン、自動車ジーゼルエンジン、二輪自動車、自動車シャシ整備士
実務のみの経験者
- 中学校卒業者、高等学校卒業者、大学卒業者で1年以上の実務年数を有する者

資格取得者
- 職業訓練指導員試験合格者で自動車整備科修了の当該試験又は検定に合格後6月以上の実務年数を有する者
- 技能者養成指導員検定合格者で内燃自動車工修了の当該試験又は検定に合格後6月以上の実務年数を有する者
- 4級海技士(機関)(乙種一等機関士を含む)又はこれより上級の資格の海技従事者で6月以上の実務年数を有する者
- 航空機関士、一等航空整備士等で6月以上の実務年数を有する者
- 自動車タイヤ整備士又は自動車車体整備士の合格者
- 自動車電気装置整備士の合格者

機械学科の修了者等
- 大学、高等専門、高等学校又は中等教育学校卒業者（各種学校を除く）で機械工学科、精密機械学科、建設機械科、農業機械科、機械電気科、電子機械科、航空学科、航空機原動機科、造船学科の修了の6月以上の実務年数を有する者
- 大学、高等専門、高等学校又は中等教育学校卒業者（各種学校を除く）で自動車科、自動車整備科修了
- 一種養成施設修了者で二・三級自動車整備士養成課程修了
- 認定大学又は認定学校卒業者で二・三級自動車整備士養成課程修了

職訓修了者
- 2年以上、2800時間以上の旧公共職業訓練校（高等職業訓練校の第1類）修了者で自動車整備科、自動車科修了
- 2年以上、2800時間以上の職業訓練校普通訓練課程の第1類修了者で自動車整備科、自動車科修了
- 2年以上、2800時間以上の職業訓練短期大学校の修了者で自動車整備科、自動車科修了
- 旧総合職業訓練所修了者で自動車整備工修了
- 職業能力開発総合大学校修了者で産業機械工学科修了
- 1年以上、1400時間以上又は6カ月以上、800時間以上の旧公共職業訓練校修了者で自動車整備科、自動車整備工、内燃機械整備工修了
- 1年以上、1400時間以上又は6カ月以上、800時間以上の職業訓練校の修了者（自動車整備科、自動車整備工、内燃機械整備工）に限る。

### 特殊整備士
実務のみの経験者
- 中学校卒業者、高等学校卒業者、大学卒業者 - 2年以上の実務年数を有する者

資格取得者
- 職業訓練指導員試験合格者で自動車車体整備科修了の1年以上の実務年数を有する者
- 職業訓練指導員試験合格者で自動車整備科修了の当該試験又は検定に合格後1年6月以上の実務年数を有する者
- 技能者養成指導員検定合格者で内燃自動車工修了の当該試験又は検定に合格後1年6月以上の実務年数を有する者

機械学科の修了者等
- 大学又は高等専門学校卒業者で機械に関する学科（電気装置整備士にあっては、電気に関する学科）修了の1年6月以上の実務年数を有する者
- 一種養成施設修了者で技能検定に係る整備士を養成する課程修了
- 一種養成施設修了者で二級自動車整備士養成課程修了の1年以上の実務年数
- 認定大学卒業者で技能検定に係る整備士を養成する課程修了
- 認定大学卒業者で二級自動車整備士養成課程修了の1年以上の実務年数

職訓修了者
- 2年以上、2800時間以上の旧公共職業訓練校（高等職業訓練校の第1類）で自動車整備科、自動車科修了の1年6月以上の実務年数を有する者
- 2年以上、2800時間以上の職業訓練校普通訓練課程の第1類で自動車整備科、自動車科修了の1年6月以上の実務年数を有する者
- 2年以上、2800時間以上の職業訓練短期大学校の修了者で自動車整備科、自動車科修了の1年6月以上の実務年数を有する者
- 2年以上、2800時間以上の旧公共職業訓練校（高等職業訓練校の第1類）で自動車車体整備科修了の1年以上の実務年数を有する者
- 2年以上、2800時間以上の職業訓練校普通訓練課程の第1類で自動車車体整備科修了の1年以上の実務年数を有する者
- 2年以上、2800時間以上の職業訓練短期大学校の修了者で自動車車体整備科修了の1年以上の実務年数を有する者
- 旧総合職業訓練所修了者で自動車整備工修了の1年6月以上の実務年数を有する者
- 職業能力開発総合大学校修了者で産業機械工学科修了の1年以上の実務年数を有する者

## 試験
各都道府県で自動車整備士の技能検定（自動車整備士国家試験）が実施される。学科は7月下旬頃と11月下旬頃の年2回、実技は8月中旬頃と2月下旬頃の年2回、登録試験においては学科は10月上旬頃と3月下旬頃の年2回行われるのだが、区分によって実施回数は異なる。

### 試験科目
一級自動車整備士
- 学科（筆記と口述）

1. 構造、機能及び取扱い法
2. 点検、修理、調整及び完成検査の方法
3. 整備用機械に関する初等知識
4. 整備用の試験機、計量器及び工具の構造、機能及び取扱い法
5. 材料及び燃料油脂の性質及び用法
6. 図面に関する一般知識
7. 保安基準その他の自動車の整備に関する法規

- 実技

1. 基本工作
2. 点検、分解、組立、調整及び完成検査
3. 修理
4. 整備用の試験機、計量器及び工具の取扱

二級自動車整備士
- 学科

1. 構造、機能及び取扱法に関する一般知識
2. 点検、修理、調整及び完成検査の方法
3. 整備用の試験機、計量器及び工具の構造、機能及び取扱法に関する一般知識
4. 材料及び燃料油脂の性質及び用法に関する一般知識
5. 図面に関する初等知識
6. 保安基準その他の自動車の整備に関する法規

- 実技

1. 基本工作
2. 点検、分解、組立、調整及び完成検査
3. 一般的な修理
4. 整備用の試験機、計量器及び工具の取扱

三級自動車整備士
- 学科

1. 構造、機能及び取扱法に関する初等知識
2. 点検、修理及び調整に関する初等知識
3. 整備用の試験機、計量器及び工具の構造、機能及び取扱法に関する初等知識
4. 材料及び燃料油脂の性質及び用法に関する初等知識
5. 保安基準その他の自動車の整備に関する法規

- 実技

1. 簡単な基本工作
2. 分解、組立、簡単な点検及び調整
3. 簡単な修理
4. 簡単な整備用の試験機、計量器及び工具の取扱

特殊整備士
- 学科

1. 構造、機能及び取扱い法
2. 点検、修理、調整及び完成検査の方法
3. 整備用機械に関する初等知識
4. 整備用の試験機、計量器及び工具の構造、機能及び取扱法
5. 材料の性質及び用法
6. 図面に関する一般知識
7. 保安基準その他の自動車の整備に関する法規

- 実技

1. 基本工作
2. 点検、分解、組立、調整及び完成検査
3. 修理
4. 整備用の試験機、計量器及び工具の取扱い